# Édisud
 (janvier 2017).
Si vous disposez d'ouvrages ou d'articles de référence ou si vous connaissez des sites web de qualité traitant du thème abordé ici, merci de compléter l'article en donnant les références utiles à sa vérifiabilité et en les liant à la section « Notes et références ».
 (mars 2025).
Motif : Insuffisance en matière de sources secondaires requises. Cf WP:CAA 
- Archive Wikiwix
- Bing
- Cairn
- DuckDuckGo
- E. Universalis
- Gallica
- Google
- G. Books
- G. News
- G. Scholar
- Persée
- Qwant
- (zh) Baidu
- (ru) Yandex
- (wd) trouver des œuvres sur Wikidata

| 1. | Préciser le motif de la pose du bandeau. | Précisez le motif de la pose du bandeau en utilisant la syntaxe suivante : {{admissibilité à vérifier\|date=mars 2025\|motif=remplacez ce texte par le motif}}              |
| 2. | Informer les utilisateurs concernés.     | Pensez à avertir le créateur de l'article, par exemple, en insérant le code ci-dessous sur sa page de discussion : {{subst:avertissement admissibilité à vérifier\|Édisud}} |

Édisud est une marque d'édition française fondée en 1971 par Charly-Yves Chaudoreille à Aix-en-Provence. Elle appartenait à la société éponyme. Elle a été reprise par les Éditions de l’Équinoxe.

## Historique
La société est créée à l'initiative de Charly Yves Chaudoreille le 20 février 1997. En septembre 2005, la direction est confiée à Gérard Fasbender. Le 7 février 2006 la société Edisud est dissoute et radiée du registre du commerce et des sociétés.
Fin 2006, les Éditions de l'Équinoxe reprennent leur concurrent Aixois Édisud.

## Politique éditoriale
Les éditions Édisud qui, dans leur raison sociale, inscrivent leur vocation méditerranéenne font une large place au livre pratique et/ou technique, en pleine expansion grâce à un effort soutenu d'enrichissement des différentes lignes éditoriales.
Dans cet esprit, plusieurs collections nouvelles ont vu le jour, embrassant une grande variété de thématiques : nature et jardin ; gastronomie ; loisirs créatifs ; santé et bien-être ; arts textiles et décoratifs ; tourisme et patrimoine des régions ; randonnées ; archéologie ; architecture.
Édisud continue aussi de programmer régulièrement des ouvrages touchant aux sciences humaines et sociales (revues, essais, documents) avec pour objectif clairement affiché d'ouvrir au plus grand nombre des champs de connaissances explorés par la recherche depuis longtemps, mais souvent voués à la confidentialité.
Autour de la Grande bleue, Édisud poursuit le développement de coproductions et d'échanges avec différents partenaires des pays riverains, et chaque année de nouveaux titres viennent élargir la ligne éditoriale consacrée à la Méditerranée (monde arabe et berbère en particulier).
Édisud possède un catalogue d'environ 400 titres et publie une cinquantaine de nouveautés par an.